# Neurolepis elata
Neurolepis elata är en gräsart som först beskrevs av Carl Sigismund Kunth, och fick sitt nu gällande namn av Pilg.. Neurolepis elata ingår i släktet Neurolepis och familjen gräs. IUCN kategoriserar arten globalt som starkt hotad. Inga underarter finns listade i Catalogue of Life.